# Arnold II. (Guînes)
Arnold II. (franz.: Arnould; † 1220) war ein Graf von Guînes aus dem Hause Gent. Er war ein Sohn des Grafen Balduin II. und der Christina von Ardres.

## Leben

Wappen Arnolds II.

Arnold erhielt von seinem Vater mit dem Erreichen der Mündigkeit die Herrschaft Ardres, die ein Erbe seiner 1177 verstorbenen Mutter war. In jungen Jahren wurde er am Hof des Grafen Philipp von Flandern zum Ritter ausgebildet. Zu Pfingsten 1182 erhielt er von seinem Vater in Ardres die Schwertleite mit einer Ohrfeige „die man nicht erwidert“. Danach machte sich Arnold einen Namen als Turnierkämpfer an den Fürstenhöfen Nordfrankreichs; finanziell wurde er dabei vor allem von seinem Vater gestützt. 1190 erhielt er von ihm Geld zur Finanzierung einer Teilnahme am dritten Kreuzzug, die Arnold aber nicht in die Tat umsetzte. Sein Vater arrangierte auch seine Verlobung mit Ida, der Erbin der benachbarten Grafschaft Boulogne. Allerdings wurde sie 1192 von Rainald von Dammartin entführt und geheiratet, der somit zum Feind Arnolds wurde. Er heiratete stattdessen noch vor 1200 Beatrix von Bourbourg, Erbin der Baronien Bourbourg und Aalst. Deshalb kam es zum Krieg mit der flämischen Grafenwitwe Mathilde, die Anspruch auf Bourbourg erhob. Arnold konnte aber 1201 in der Nähe von Furnes einen Sieg gegen ihre Ritter erringen. Mathilde verbündete sich umgehend mit Rainald von Dammartin (Rainald von Boulogne), der 1205 Guînes angriff und Graf Balduin II. gefangen nahm. Obwohl dieser wenig später wieder freigelassen wurde, starb er bald an den Folgen der Gefangenschaft. Arnold wurde so neuer Graf von Guînes.
Arnold handelte mit Rainald von Dammartin einen Frieden auf drei Jahre aus. Sofort nach dessen Auslaufen 1209 griff Dammartin erneut Guînes an, diesmal im Bund mit König Philipp II. August, der Bonham zerstörte. Zugleich trennte sich Beatrix von Arnold aufgrund innerfamiliärer Konflikte und zog an den Hof des Grafen von Flandern. Im Jahr 1211 huldigte Arnold dem königlichen Prinzen Ludwig als dem neuen Grafen des Artois, dennoch blieb er der Krone feindlich gesinnt. Die Lage änderte sich, nachdem Dammartin vom König abfiel und sich mit dem ebenfalls rebellierenden Grafen Ferrand von Flandern verbündet hatte. 1213 zog der König vor Guînes, dem sich Arnold nach Stellung von Geiseln unterwarf. Im Folgejahr wurde sein Land von den Grafen von Dammartin und Flandern verwüstet, allerdings kämpfte Arnold anschließend auf der Seite des Königs in der siegreichen Schlacht bei Bouvines, in der seine beiden Feinde in Gefangenschaft gerieten.
Nach der Schlacht bei Bouvines stand Arnold fest an der Seite der Krone. 1216 nahm er an der Invasion Englands des Prinzen Ludwig teil und begleitete diesen 1219 auf den Albigenserkreuzzug. Im Jahr darauf starb er und wurde in der Kirche von Ardres bestattet.
Aus seiner Ehe mit Beatrix von Bourbourg hatte er mehrere Kinder, darunter:
- Balduin III. († 1244), Graf von Guînes
- Beatrix († nach 1244), Äbtissin von Bonham
- Mathilde († 1262), ⚭ mit Hugo von Châtillon, Graf von Blois und Saint-Pol